# Leticia (Colombia)
Leticia è un comune della Colombia, capoluogo del dipartimento di Amazonas ed è un importante porto fluviale sul Rio delle Amazzoni.

## Geografia fisica
Leticia è la città più meridionale di tutta la Colombia, al centro di un'area denominata Tres Fronteras dal momento che vi si incontrano i confini di tre Paesi: Brasile, Perù e Colombia. 

## Storia
L'abitato venne fondato da Benigno Bustamante nel 1867. Con un trattato del 1922 il Perù cedette l'area di Leticia alla Colombia in cambio di una striscia di terra a nord del Putumayo. Solo dieci anni dopo, però, la zona fu oggetto di una disputa territoriale tra i due Stati, che sfociò in una guerra svoltasi tra il 1932 e il 1933. Il conflitto si risolse nel 1934 col ritorno allo status quo ante bellum, grazie anche all'intervento della Società delle Nazioni.

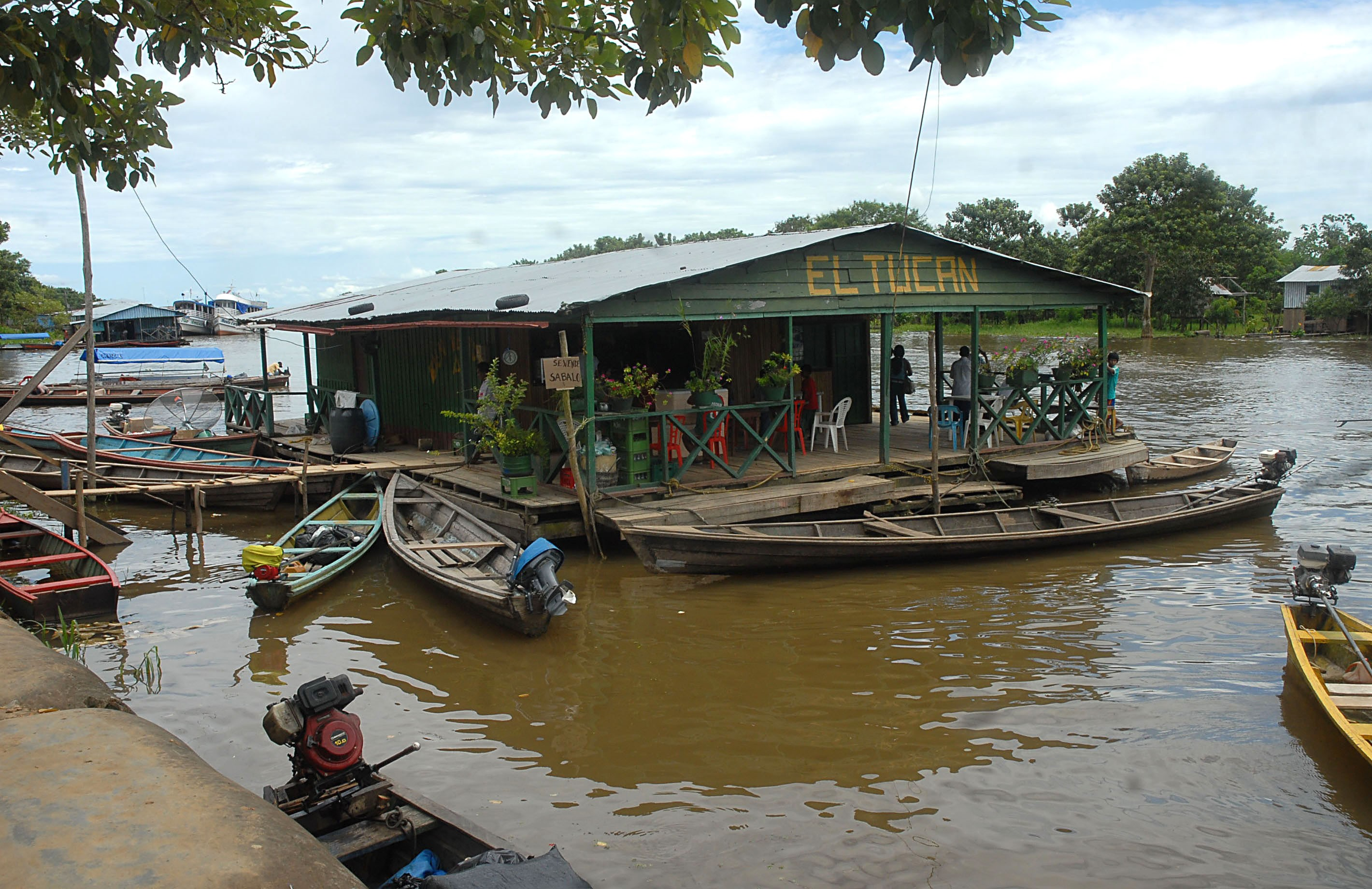
Porto di Leticia

## Economia
Il gran numero di corsi d'acqua nella zona fa sì che la pesca sia una delle attività più fiorenti. Frutta tropicale e turismo sono le altre due voci principali dell'economia di Leticia

## Infrastrutture e trasporti
La rete di trasporti cittadina è quasi esclusivamente per via fluviale e per via aerea, grazie all'aeroporto Internazionale Alfredo Vásquez Cobo, che permette collegamenti con la capitale Bogotà.